# Cephalocassis borneensis
Cephalocassis borneensis és una espècie de peix de la família dels àrids i de l'ordre dels siluriformes.

## Morfologia
- Els mascles poden assolir 30 cm de longitud total.[2][3]

## Alimentació
Menja mol·luscs bivalves, crustacis i detritus vegetal.

## Hàbitat
És un peix demersal i de clima tropical.

## Distribució geogràfica
Es troba a Indoxina i des de Tailàndia fins a Indonèsia, incloent-hi el riu Mekong.

## Ús comercial
Es comercialitza fresc.